# Speocera deharvengi
Speocera deharvengi là một loài nhện trong họ Ochyroceratidae. Loài này phân bố ở Thailand.